# Wayne McGregor

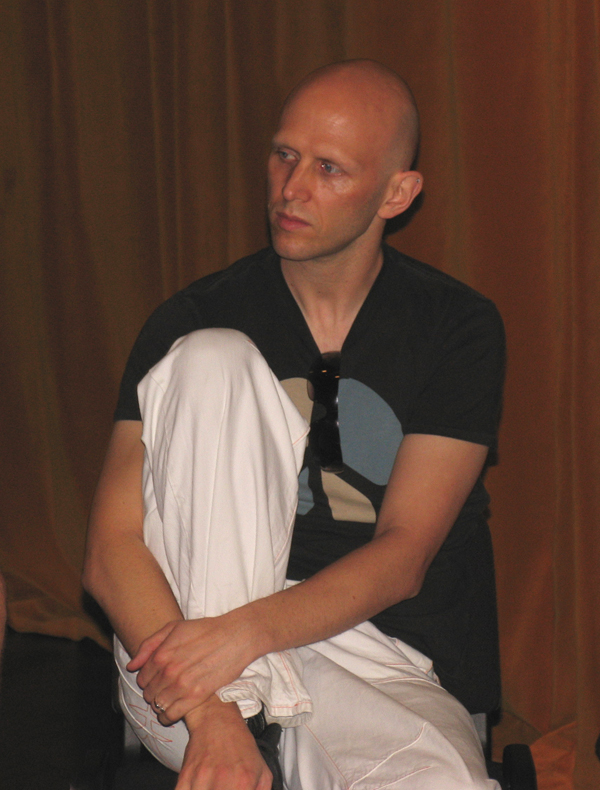
McGregor, 2008

Sir Wayne McGregor CBE (* 1970 in Stockport) ist ein englischer Choreograf.

## Leben und Werk

### Von den Anfängen bis zumResident Choreographer
McGregor entdeckte im Alter von 8 Jahren seine Leidenschaft für den Tanz, inspiriert von Filmen wie Saturday Night Fever und Grease. Modernes und klassisches Ballett lagen zunächst außerhalb seiner Vorstellungswelt; er begann mit Disco und lateinamerikanischen Tänzen.
McGregor studierte am Bretton Hall College und erreichte dort sowohl in Choreografie als auch in Semiotik einen Abschluss. Anschließend bildete er sich an der Schule von José Limon in New York fort. 1992 kehrte er nach England zurück und gründete seine eigene Kompanie, Random Dance.
Als Tänzer wurde der schlaksige McGregor bald durch seine extreme Beweglichkeit und seine unorthodoxen, überraschenden, mitunter extrem schnellen und trotzdem präzisen Bewegungen bekannt. Diese Fähigkeiten, die Athletik und das Überraschungsmoment, bringt er auch in den Darbietungen seiner Kompanie zum Ausdruck. In seinen Produktionen versucht er Themen aus den Humanwissenschaften, aus Genetik, Robotik und Kognitionswissenschaft im Tanz auszudrücken.
Mit Hilfe einer Satellitenübertragung inszenierte er 1997 eine Simultanvorstellung von zwei Tanzgruppen in Berlin und in Kanada. Im Jahr 2000 übertrug er seine Produktion Trilogy über das Internet. Thema seiner Produktion Ataxia von 2004 waren Koordinationsstörungen. Um seine Tänzerinnen und Tänzer diese realistisch erleben zu lassen, setzte er ihnen prismatische Brillen auf. Für Amu, seine Produktion von 2005, schickte er sie zum Kardiologen, um ihre Herzen aufnehmen zu lassen. Die Kenntnis des eigenen Innenlebens, so seine These, würde sich auch auf die äußeren Ausdrucksweise einer Person und ihren Tanzstil auswirken.
Für den 2005 erschienenen Film Harry Potter und der Feuerkelch schuf er die Choreografie. Seine Produktion Chroma von 2006 gewann den Olivier- und den Critics' Circle-Preis.
Seit 2006 ist McGregor Resident Choreographer am Royal Ballet in London. Er ist innovator in residence an der University of California in San Diego. Random Dance wurde zur Resident Company an das renommierte Tanztheater Sadler’s Wells in London berufen.

### Schaffen seit 2008
Mit seiner Produktion Entity war er mit Random Dance im Frühjahr und Sommer 2008 europaweit auf Tournee und gastierte auch an verschiedenen Orten in Deutschland, unter anderem beim Schrittmacher Festival in Aachen. Entity beschäftigt sich mit der Dualität von Intention und Instinkt in der Bewegung und mit Fragen der künstlichen Intelligenz. 2009 gewann er mit diesem Stück den Movimentos-Tanzpreis der Stadt Wolfsburg in der Kategorie Beste Choreografie.
2009 wurde er von Fachjournalisten im Auftrag der Zeitschrift ballet-tanz zum besten Choreographen gewählt. Im gleichen Jahr entstanden seine Produktionen Dyad 1929 für das Australian Ballet und Dyad 1909 für Random Dance sowie Lymen für das Royal Ballet.
2010 schuf er Outlier für das New York City Ballet. Im Juli 2010 wurde seine Produktion Yantra durch das Stuttgarter Ballett uraufgeführt.
Für seine Verdienste um den Tanz wurde er zum Jahresbeginn 2011 als Commander of the Order of the British Empire ausgezeichnet. Im selben Jahr choreographierte er das Musikvideo Lotus Flower der Band Radiohead. Im Mai 2011 wurde am Royal Ballet in London seine Choreographie Live Fire Exercise aufgeführt.
Im Juli 2012 schuf er die große Tanz-Vorführung Big Dance Trafalgar Square mit 1.000 Darstellern als Teil des London Festival. 2013 choreografierte er Atomos für Random Dance, Raven Girl für das Royal Ballet und Borderlands für das San Francisco Ballet.
Für das 2015 veröffentlichte Musikvideo zu Wide Open der Band Chemical Brothers erstellte er die Choreographie. Ebenfalls 2015 hatte Wayne McGregors erstes abendfüllendes Werk für das Ballett des Royal Opera House Premiere. Für den dreiteiligen Ballettabend Woolf Works, der auf drei Romanen sowie dem Leben der Schriftstellerin Virginia Woolf basiert, arbeitete er mit dem Komponisten Max Richter zusammen. Eine DVD-Fassung der Produktion erschien 2019.
Am 14. April 2018 präsentierte das Bayerische Staatsballett zum Auftakt der Ballettfestwoche 2018 den Ballettabend Portrait Wayne McGregor mit den drei Choreografien Kairos, Sunyata und Borderlands im Nationaltheater München. Das Stück Sunyata war eine Uraufführung mit einer Komposition von Kaija Saariaho.
2020 wurde er als Leiter der Sektion Tanz der Biennale von Venedig berufen.
2023 schuf er eine tänzerische Fantasie zu Motiven aus Jim Hensons Film The Dark Crystal. Mit seiner Kompanie brachte er sie im Mai jenes Jahre zur Uraufführung auf die Bühne des Royal Ballet. Mit den Stück gastierte er anschließend im Ausland, unter anderem im Februar 2024 bei der Triennale die Milano und im Mai 2024 beim Festival di danza in Madrid.